# 科尔门
科尔门（法語：Colmen，法語發音：[kɔlmən]；洛林法兰克语：Kulmen）是法国摩泽尔省的一个市镇，属于福尔巴克-布莱摩泽尔区。

## 地理
科尔门（49°21'20"N, 6°32'31"E）面积4.82 平方千米，位于法国大東部大區摩泽尔省，该省份为法国东北部内陆省份，是洛林的一部分，西南接默尔特-摩泽尔省，东临下莱茵省，北与卢森堡和德国接壤。
与科尔门接壤的市镇（或旧市镇、城区）包括：比比什、菲尔斯特罗夫、弗拉斯特罗夫、讷恩基申-莱布宗维尔、什韦尔多夫。
科尔门的时区为UTC+01:00、UTC+02:00（夏令时）。

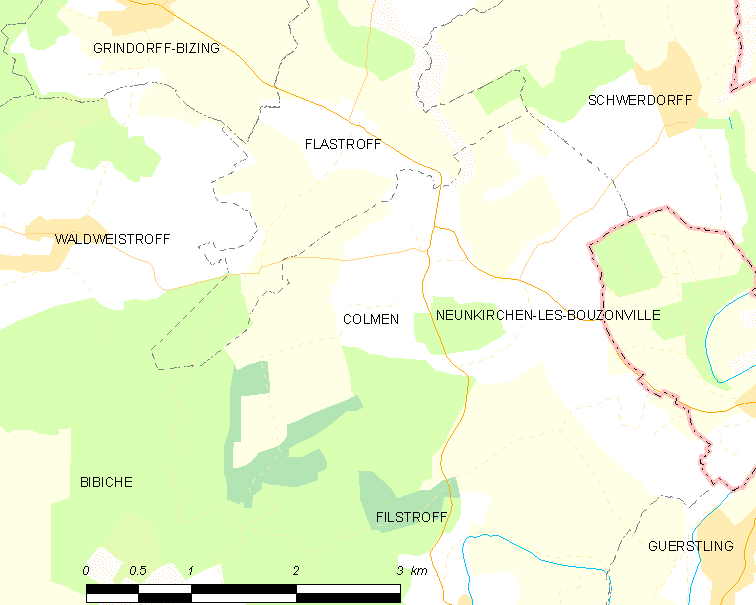
科尔门的OSM定位图

## 行政
科尔门的邮政编码为57320，INSEE市镇编码为57149。

## 政治
科尔门所属的省级选区为布宗维尔县。

## 人口

1962-2008年间科尔门人口变化图示

科尔门于2022年1月1日时的人口数量为207人。